# Скоморохово (Торжоцький район)
Скоморохово (рос. Скоморохово) — присілок в Торжоцькому районі Тверської області Російської Федерації.
Населення становить 74 особи. Входить до складу муніципального утворення Високовське сільське поселення.

## Історія
Від 2005 року входить до складу муніципального утворення Високовське сільське поселення.

## Населення
| 2010 |
| ---- |
| 74   |